# Punk-O-Rama Vol. 6
Punk-O-Rama 6 è il sesto album della serie omonima.
La copertina si riferisce al film 2001: Odissea nello spazio, poiché l'album è del 2001.
Il disco include 5 tracce inedite: Blackeye dei Millencolin, We're Desperate dei Pennywise, Original Me dei Descendents, Let Me In dei Beatsteaks e Bath of Least Resistance dei NOFX. La canzone We're Desperate è suonata dai Pennywise con Exene Cervenka degli X, gruppo autore della canzone. Original Me dei Descendents è una cover degli ALL, con i quali il gruppo condivide ¾ dei componenti. Bath of Least Resistance dei NOFX è stata successivamente inclusa nella raccolta di rarità 45 or 46 Songs That Weren't Good Enough to Go on Our Other Records. Blackeye dei Millencolin è stata successivamente pubblicata nell'album Home from Home.

## Tracce
1. Can I Borrow Some Ambition? – Guttermouth – 2:20
2. Come With Me – Deviates – 2:57
3. Bath of Least Resistance – NOFX – 1:48
4. Blackeye – Millencolin – 2:16
5. Jack of All Trades – Hot Water Music – 2:42
6. True Believers – The Bouncing Souls – 2:30
7. We're Desperate – Pennywise con Exene Cervenka – 1:47
8. Strangled – Osker – 2:58
9. It's Quite Alright – Rancid – 1:29
10. Holding 60 Dollars on a Burning Bridge – Death By Stereo – 2:11
11. The Gauntlet – Dropkick Murphys – 2:47
12. Original Me – Descendents – 2:50
13. Runaway – Pulley – 2:51
14. She Broke My Dick – ALL – 0:43
15. Different But the Same – Raised Fist – 2:35
16. Pure Trauma – Downset – 2:33
17. Let Me In – Beatsteaks – 3:28
18. Innocence – Union 13 – 2:25
19. I Want to Conquer the World – Bad Religion – 2:17
20. Only Lovers Left Alive – The (International) Noise Conspiracy – 2:41
21. Say Goodnight – Voodoo Glow Skulls – 3:02
22. Tonight I'm Burning – Bombshell Rocks – 2:54
23. Takers & Users – The Business – 2:21